# Hadena romieuxi
Hadena romieuxi là một loài bướm đêm trong họ Noctuidae.